# Больница мясохладобойни
Больница мясохладобойни — двухэтажное кирпичное здание в Заельцовском районе Новосибирска, построенное в 1910-х годах. Памятник архитектуры регионального значения.

## История
Здание больницы построено в 1910-х годах в числе комплекса сооружений мясохладобойни и расположено параллельно Сухарной улице внутри квартала, который примыкает к промзоне бывшего мясокомбината.
Двухэтажный объём здания прямоугольный в плане, с бутовыми ленточными фундаментами и подвалом под северной частью. Толщина стен — 2,5 кирпича. Цоколь бутовый невысокий. Крыша двускатная шипцовая из металла и чердачной конструкции.
Главный фасад композиционно симметричен и обращён к Сухарной улице. По его центру расположен заканчивающийся прямоугольным  фронтоном с уступами ризалит с главным входом и парадной лестницей; в боковых частях фасада также находятся ризалиты, которые завершаются выступающими прямоугольными фронтонами, акцентированными выступами-башенками. Расположенные между ними тимпаны декорированы зубчатым орнаментом из кирпича с узкими вертикальными нишами. Парапет фронтонов и стены в верхней части завершаются фигурными карнизами из кирпича с сухариками.
Выступы фриза над межоконным пространством принимают П-образную форму. Под ними размещены узкие длинные ниши. Между этажами находится покрытый металлом карниз, разделяющий на две части плоскость фасада.
Окна здания с лучковым завершением и замковым камнем. Со стороны боковых фасадов вместо окон размещены имитирующие их ниши (по три на каждом этаже).
В коридорной схеме со временем произошли некоторые изменения.
Габариты здания — 29,4 × 14,7 м.

## Организации
До 2018 года в здании располагалось акушерское отделение Новосибирской областной клинической больницы.